# Alain Krivine
Alain Krivine (Parigi, 10 luglio 1941 – Parigi, 12 marzo 2022) è stato un politico francese.

## Biografia
Nato a Parigi da una famiglia ebraica di origine ucraina (i suoi nonni paterni e materni emigrarono in Francia sul finire dell'Ottocento), studia lettere a Parigi e diventa presto insegnante. Nel 1956 aderisce all'organizzazione giovanile del Partito Comunista Francese. Sostiene il Fronte di Liberazione Nazionale in occasione della guerra d'Algeria. Nel 1966 viene espulso dal Partito Comunista Francese (PCF) per opposizione alla linea filo-sovietica del partito, dopo aver aderito alla IV Internazionale (troskista); nello stesso anno fonda l'organizzazione giovanile JCR.
Intanto partecipa al movimento contro la guerra del Vietnam e poi nel 1968 è tra i protagonisti del Maggio francese. Nel 1969 partecipa alla creazione della Lega Comunista, che lo candida alle elezioni presidenziali del 1969, in cui ottiene l'1,1% dei voti. Nel 1973 il suo partito viene sciolto dalle autorità dopo alcuni scontri con movimenti di estrema destra. Ma presto verrà fondato un nuovo soggetto, il Fronte Comunista Rivoluzionario, che lo candida nuovamente come leader alle elezioni presidenziali del 1974 (ottenendo lo 0,37%).
Poco tempo dopo viene creata la Ligue communiste révolutionnaire, di cui Krivine entra subito a far parte, nei quadri dirigenti. In occasione delle Elezioni europee del 1999, viene formata una lista elettorale tra LCR e Lutte Ouvrière, che supera il 5% dei voti e consente a Krivine di essere eletto Europarlamentare, carica che mantiene fino al 2004. 
Krivine è stato uno dei tre portavoce nazionali della LCR, assieme a Olivier Besancenot ed a Roseline Vachetta fino allo scioglimento del partito; nel 2009 è stato uno dei fondatori del Nuovo Partito Anticapitalista.
È morto all'età di 80 anni il 12 marzo 2022.